# Joaquim Pedralbes
Joaquim Pedralbes (Barcelona, 1800? - Montevideo, ?) fou el primer taquígraf uruguaià, que va introduir el sistema al senat de la nació entre els anys 1825 i 1834.

## Biografia
El seu fill, Adolfo Pedralbes, també va continuar amb el treball del seu pare i va ensenyar a les universitats públiques de Montevideo i Buenos Aires.
El sistema de comunicació lletra per lletra, va ser utilitzat al parlament uruguaià durant més d'una dècada. Va ser contractat pel senador Ramón Massini i se li va adjudicar un càrrec al govern. Pedralbes, que vivia a Buenos Aires, es va traslladar a Montevideo i va començar a treballar en un sistema de taquigrafia que havia tingut a Martí com precursor, al costat de l'Escola madrilenya, i havia sofert modificacions per part de l'Escola catalana.
El 1837 va publicar Prontuario de Taquigrafía Castellana, poc després de ser expulsat de l'àmbit parlamentari perquè molts senadors no estaven d'acord amb la publicació dels seus discursos i la propaganda que feia al senat.